# Zámoly
Zámoly é um município da Hungria, situado no condado de Fejér. Tem 48,5 km² de área e sua população em 2015 foi estimada em 2.145 habitantes.